# Màquina de rotors

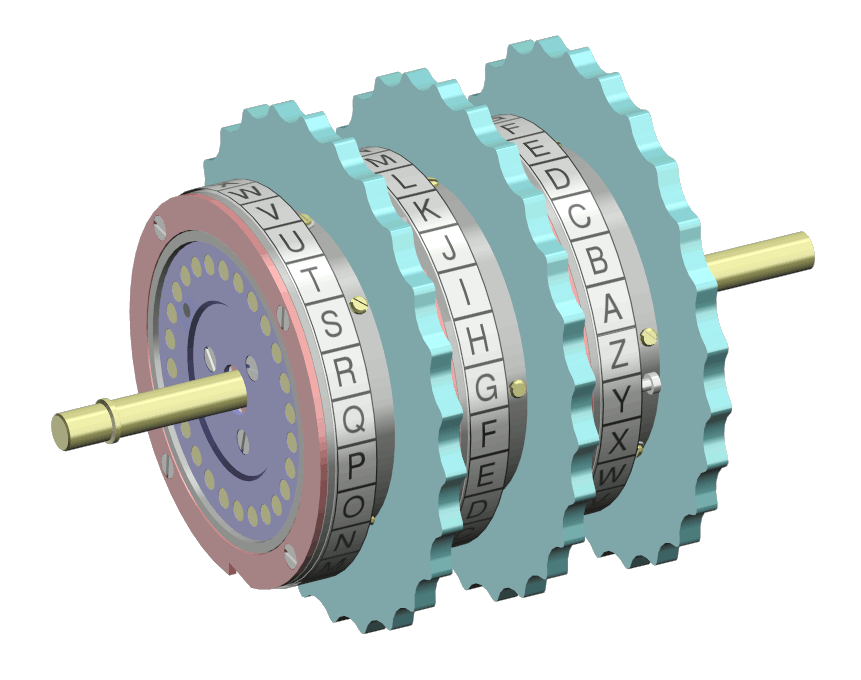
Tres rotors d'una màquina Enigma, usada per Alemanya durant la Segona Guerra Mundial

En criptografia, una màquina de rotors és un dispositiu electromagnètic de xifratge de flux, que es fa servir per xifrar i desxifrar missatges secrets/ocults. Les màquines de rotors van ser una de les últimes novetats en criptografia en un període prominent de la història. L'ús d'aquestes màquines va ser principalment des dels anys vint fins als setanta. L'exemple més famós és la màquina xifrada alemanya Enigma. Els missatges van ser desxifrats pels Aliats durant la Segona Guerra Mundial, produint un codi d'intel·ligència anomenat ULTRA.
L'element principal és un joc de rotors, també conegut com a rodes o tambors; discs rotatoris amb una formació de contactes elèctrics en cada costat. El cablejat entre els contactes feia servir una substitució de lletres, reemplaçant-les de forma complexa. Per si mateix, això oferia per una part seguretat, però després d´encriptar cada lletra, els rotors avançaven posicions, canviant la substitució. Això vol dir que una màquina de rotors produeix un xifrat complex de substitució polialfabètica que canvia amb cada tecla que es prem.

## Descobriment
Si es parteix de les noves tecnologies que van sorgir a principis del segle xx, com la màquina d'escriure i el teletip (També TTY o tèlex), diversos inventors van desenvolupar, independentment i pràcticament de forma simultània, la idea d'encriptar textos a base d'un mecanisme amb rotors. Els primers van ser dos oficials navals holandesos: Theo van Hengel i Rudolf Spengler en Batavia (en aquell moment capital de les Índies Holandeses, en l'actualitat Jakarta) en l’any 1915. No obstant això, no se'ls va permetre sol·licitar la patent pel seu invent. El següent en intentar-ho, fou l'estatunidenc Edward Hugh Hebern l'any 1917 (sol·licitud de patent en 1921). Seguidament, ho va fer el suec Arvid Gerhard Damm. Tots ells van intentar sol·licitar la patent per les seves idees i investigacions sobre les màquines rotors.
Una de les primeres màquines rotors que es van construir va ser l'Electric Code Machine de l'inventor estatunidenc Hebern en 1917; tenia només un rotor. Ja en l'any 1918 existien els primers prototips, anomenats "Probemaschienen", de les quals, més tard sorgiria la màquina alemanya coneguda com a Enigma. La primera versió comptava amb dos rodets, encara que conceptualment es preveia una ampliació a 7,10 o 12 rodets, però mai es va arribar a crear. Altres màquines xifradores de rotor molt conegudes van ser: la britànica TypeX (També coneguda com a Type-X amb cinc rotors), la soviètica Fialka (La "Veilchen" alemanya amb 10 rotors), la suïssa NEMA (10 rotors) i l'estatunidenca SIGABA (15 rotors). La Fialka es va fer servir en el Pacte de Varsòvia fins al seu col·lapse en l'any 1991, per la transmissió de missatges entre els exèrcits dels estats participants.

## Base
En la criptografia clàssica, uns dels mètodes més antics de l'encriptació, era el del xifrat de substitució, en el que les lletres d'un missatge eren reemplaçades sistemàticament fent servir un patró secret/ocult. Els xifrats de substitució monoalfabètica utilitzaven només un esquema simple, a vegades un alfabet; això podria ser fàcilment desxifrable, per exemple, fent servir l'anàlisi de freqüència. Una mica més segur eren els esquemes que implementaven diversos alfabets, anomenats xifrats polialfabètics. Pel fet que alguns esquemes estaven fets a mà, només es podien fer servir una quantitat limitada d'alfabets; fer-ho més complexa, no seria pràctic. No obstant això, fent servir pocs alfabets deixa al xifrat vulnerable a l'atac. Els inventors de les màquines rotores van mecanitzar el xifrat polialfabètic, de manera pràctica, per fer-lo servir amb un nombre molt més gran d'alfabets.